# سنخواست
سنخواست (بالفارسية: سنخواست) هي مدينة تقع في إيران في Jolgeh Sankhvast District. يقدر عدد سكانها بـ 2,009 نسمة .